# Scottish FA Cup 1898/99
Der Scottish FA Cup wurde 1898/99 zum insgesamt 26. Mal ausgespielt. Der wichtigste schottische Fußball-Pokalwettbewerb, der vom Schottischen Fußballverband geleitet wurde, begann am 14. Januar 1899 und endete mit dem Finale am 22. April 1899 im Hampden Park von Glasgow. Als Titelverteidiger starteten die Glasgow Rangers in den Wettbewerb, die sich im Finale des letzten Jahres gegen den FC Kilmarnock durchsetzten, und den vierten Titel nach 1894, 1897 und 1898 gewannen. Im Endspiel standen sich Celtic Glasgow, und wie schon in den letzten beiden Jahren die Rangers, gegenüber. Es war nach dem Jahr 1894 das zweite Old Firm Finale der beiden Vereine. Die Bhoys konnten das Pokalfinale mit 2:0 für sich entscheiden und nach 1892 zum insgesamt 2. Mal Pokalsieger in Schottland werden.

## 1. Runde
Ausgetragen wurden die Begegnungen am 14. Januar 1899. Die Wiederholungsspiele fanden am 21. Januar 1899 statt.
|                               | Ergebnis |                     |
| ----------------------------- | -------- | ------------------- |
| Airdrieonians FC              | 3:3      | FC Arbroath         |
| FC Ayr Parkhouse              | 3:1      | FC Dundee           |
| FC Clyde                      | 3:0      | Wishaw Thistle      |
| FC East Stirlingshire         | 4:1      | FC Dumbarton        |
| FC Bo’ness                    | 3:3      | FC St. Bernard’s    |
| Hibernian Edinburgh           | 2:1      | FC Royal Albert     |
| Forfar Athletic               | 4:5      | West Calder Swifts  |
| Greenock Morton               | 3:1      | FC Annbank          |
| FC Orion                      | 0:2      | FC Kilmarnock       |
| Partick Thistle               | 5:0      | FC Irvine           |
| Port Glasgow Athletic         | 3:2      | FC Renton           |
| FC Queen’s Park               | 4:0      | Kilsyth Wanderers   |
| Glasgow Rangers               | 4:1      | Heart of Midlothian |
| 6th Galloway Rifle Volunteers | 1:8      | Celtic Glasgow      |
| FC St. Mirren                 | 7:1      | Leith Athletic      |
| Third Lanark                  | 4:1      | FC Arthurlie        |

### Wiederholungsspiele
|                  | Ergebnis |                  |
| ---------------- | -------- | ---------------- |
| FC Arbroath      | 3:2      | Airdrieonians FC |
| FC St. Bernard’s | 4:2      | FC Bo’ness       |

## Achtelfinale
Ausgetragen wurden die Begegnungen am 4. und 11. Februar 1899. Die Wiederholungsspiele fanden am 18. und 25. Februar 1899 statt.
|                       | Ergebnis |                     |
| --------------------- | -------- | ------------------- |
| FC Ayr Parkhouse      | 1:4      | Glasgow Rangers     |
| Celtic Glasgow        | 3:0      | FC St. Bernard’s    |
| FC Clyde              | 3:1      | FC Arbroath         |
| FC East Stirlingshire | 1:1      | FC Kilmarnock       |
| Partick Thistle       | 2:2      | Greenock Morton     |
| Port Glasgow Athletic | 3:1      | West Calder Swifts  |
| FC Queen’s Park       | 5:1      | Hibernian Edinburgh |
| FC St. Mirren         | 2:1      | Third Lanark        |

### Wiederholungsspiele
|                       | Ergebnis |                       |
| --------------------- | -------- | --------------------- |
| FC Kilmarnock         | 0:0      | FC East Stirlingshire |
| FC East Stirlingshire | 12:4 1   | FC Kilmarnock         |
| Greenock Morton       | 1:2      | Partick Thistle       |

## Viertelfinale
Ausgetragen wurden die Begegnungen am 18. und 25. Februar 1899, sowie am 11. März 1899.
|                       | Ergebnis |                 |
| --------------------- | -------- | --------------- |
| FC Kilmarnock         | 1:2      | FC St. Mirren   |
| FC Queen’s Park       | 11:2 1   | Celtic Glasgow  |
| Port Glasgow Athletic | 7:3      | Partick Thistle |
| Glasgow Rangers       | 4:0      | FC Clyde        |

## Halbfinale
Ausgetragen wurden die Begegnungen am 11. März und 15. April 1899.
|                | Ergebnis |                       |
| -------------- | -------- | --------------------- |
| Celtic Glasgow | 4:2      | Port Glasgow Athletic |
| FC St. Mirren  | 1:2      | Glasgow Rangers       |

## Finale
| Celtic Glasgow                                                            | Celtic Glasgow | Glasgow Rangers | Glasgow Rangers |
| ------------------------------------------------------------------------- | --- | --- | --------------- |
| Celtic Glasgow                                                            | \| Finale \| \| Samstag, 22. April 1899 um 15:00 Uhr (Ortszeit) in Glasgow (Hampden Park) \| \| Ergebnis: 2:0 (0:0) \| \| Zuschauer: 25.000 \| \| Spielbericht \|                                         | \| Finale \| \| Samstag, 22. April 1899 um 15:00 Uhr (Ortszeit) in Glasgow (Hampden Park) \| \| Ergebnis: 2:0 (0:0) \| \| Zuschauer: 25.000 \| \| Spielbericht \|                                            | Glasgow Rangers |
| Celtic Glasgow                                                            | Dan McArthur – James Welford, David Storrier, Bernard Battles, Harry Marshall, Alexander King, John Hodge, Johnny Campbell, John Divers, Sandy McMahon, Jack Bell Cheftrainer: Willie Maley ( Schottland) | Matthew Dickie – Nicol Smith, David Crawford, Neilly Gibson, Robert Neil, David Mitchell, John Campbell, John McPherson, Robert Hamilton, James Millar, Alex Smith Cheftrainer: William Wilton ( Schottland) | Glasgow Rangers |
| Celtic Glasgow                                                            | Sandy McMahon John Hodge | | Glasgow Rangers |
| Finale                                                                    | | |                 |
| Samstag, 22. April 1899 um 15:00 Uhr (Ortszeit) in Glasgow (Hampden Park) | | |                 |
| Ergebnis: 2:0 (0:0)                                                       | | |                 |
| Zuschauer: 25.000                                                         | | |                 |
| Spielbericht                                                              | | |                 |